# دریا، دریا
دریا، دریا (به انگلیسی: The Sea, the Sea) نام رمانی اثر آیریس مرداک نویسنده بریتانیایی است که اولین بار در سال ۱۹۷۸ به زبان انگلیسی منتشر شد.

## ترجمه به فارسی
- دریا؛ دریا/ آیریس مرداک؛ مترجم زهره مهرنیا. (تهران: نشر نیماژ، ۱۳۹۸) شابک: ۹۷۸۶۰۰۳۶۷۴۳۰۱[۲]

## جوایز و افتخارات
- ۱۹۷۸ برنده جایزه ادبی من بوکر[۳]